# طابع الحرية

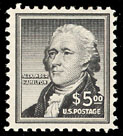
طابع بريدي بقيمة 5 دولارات يصور ألكسندر هاميلتون ، وهو أعلى فئة في إصدار الحرية

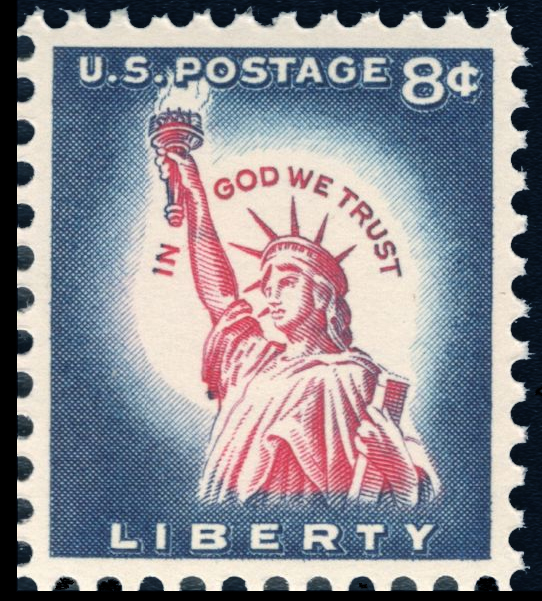
8 ¢ طابع تمثال الحرية، نسخة جيوري برس المعاد رسمها.

كان طابع الحرية عبارة عن سلسلة نهائية من الطوابع البريدية الصادرة عن الولايات المتحدة بين عامي 1954 و1965. عرضت أربعة وعشرين فئة، بدءًا من إصدار نصف سنت يظهر بنجامين فرانكلين إلى إصدار بقيمة خمسة دولارات يصور ألكسندر هاملتون، ومع ذلك، خروج ملحوظ عن جميع السلاسل النهائية منذ عام 1870، لم يقدم طابع خطاب عادي من الدرجة الأولى - بقيمة 3 سنتات - صورة رئيس، بل قدم بدلاً من ذلك صورة أحادية اللون لتمثال الحرية، علاوة على ذلك، ظهرت تجسيدات ثنائية اللون لتمثال الحرية ( الحرية تنير العالم ) على الطوابع فئة 8 سنتات و11 سنتًا؛ ومن هذه الطوائف الثلاث أخذت منها التسمية (ظهرت أيضًا نسخ كبيرة الحجم من الطوابع 3 و 8 سنتات على ورقة مصغرة صدرت عام 1956 للمعرض الدولي الخامس لهواة الطوابع)، عثر على صور لمعالم وطنية أخرى، مثل بانكر هيل وجبل فيرنون، على عدة قيم، في حين أن تتبع بقية الطوابع التقاليد، وتحتوي على صور لأمريكيين تاريخيين معروفين. وصممت الطوائف الستة في المجموعة التي توضح المباني ( ألامو، ومونتايسلو، وما إلى ذلك) بتنسيق أفقي، مما أدى إلى مزيج مجاني من الاتجاه الأفقي والعمودي لأول مرة في إصدار أمريكي نهائي.

## طوابع إصدار الحرية، مواقع وتواريخ اليوم الأول لإصدارها
|  |

تنسيق الورقة:
- ½Â بنجامين فرانكلين ، واشنطن العاصمة - 20 أكتوبر 1955
- 1‚ جورج واشنطن ، شيكاغو، إلينوي - 26 أغسطس، 1954
- 1¼¢ قصر الحكام ، سانتا في، نيو مكسيكو - 17 يونيو 1960
- 1½¢ ماونت فيرنون ، ماونت فيرنون، فيرجينيا - 22 فبراير 1956
- 2 ™ توماس جفرسون ، سان فرانسيسكو، كاليفورنيا - 15 سبتمبر، 1954
- 2½¢ نصب بنكر هيل التذكاري ، بوسطن، ماساتشوستس - 17 يونيو، 1959
- 3¢ تمثال الحرية ، ألباني، نيويورك - 24 يونيو، 1954
- 4 ¢ أبراهام لينكون ، نيويورك، نيويورك - 19 نوفمبر 1954
- 4½¢ ذا هيرميتاج ، هيرميتاج، تينيسي - 16 مارس 1959
- 5¢ جيمس مونرو ، فريدريكسبيرغ، فيرجينيا - 2 ديسمبر، 1954
- 6 ¢ ثيودور روزفلت ، نيويورك، نيويورك - 18 نوفمبر 1955
- 7 وودرو ويلسون ، ستونتون، فيرجينيا - 10 يناير، 1956
- 8 ¢ تمثال الحرية - (اللوحة المسطحة بالضغط الدوار)، واشنطن العاصمة - 9 أبريل، 1954
- 8 ¢ تمثال الحرية - (مطبعة جيوري)، كليفلاند، أوهايو - 22 مارس، 1958
- 8 ¢ جون جي بيرشينج ، نيويورك، نيويورك - 17 نوفمبر 1961 (تمت إعادة ترقيم كتالوج سكوت ليكون جزءًا من السلسلة التالية)
- 9 ¢ ألامو ، سان أنطونيو، تكساس - 14 يونيو، 1956
- 10¢ قاعة الاستقلال ، فيلادلفيا، بنسلفانيا - 4 يوليو، 1956
- 11. تمثال الحرية، واشنطن العاصمة - 15 يونيو، 1961
- 12¢ بنجامين هاريسون ، أكسفورد، أوهايو - 6 يونيو، 1959
- 15. جون جاي ، واشنطن العاصمة - 12 ديسمبر 1958
- 20Â مونتيسيلو ، شارلوتسفيل، فيرجينيا - 13 أبريل 1956
- 25 ¢ بول ريفير ، بوسطن، ماساتشوستس - 18 أبريل، 1958
- 30¢ روبرت إدوارد لي ، نورفولك، فيرجينيا - 21 سبتمبر، 1955
- 40¢ جون مارشال ، ريتشموند، فيرجينيا - 24 سبتمبر، 1955
- 50¢ سوزان أنتوني ، لويزفيل، كنتاكي - 25 أغسطس 1955
- 1 دولار باتريك هنري ، جوبلين، ميسوري - 7 أكتوبر، 1955
- 5 دولارات ألكسندر هاميلتون ، باترسون، نيوجيرسي - 19 مارس، 1956

الطوابع لفائف:
- 1‚ جورج واشنطن، بالتيمور، ماريلاند - 8 أكتوبر، 1954
- 1¼¢ قصر الحكام، سانتا في، نيو مكسيكو - 17 يونيو 1960
- 2¢ توماس جيفرسون، سانت لويس، ميسوري - 22 أكتوبر، 1954
- 2½¢ بنكر هيل، لوس أنجلوس، كاليفورنيا - 9 سبتمبر، 1959
- 3¢ تمثال الحرية، واشنطن العاصمة - 20 يوليو، 1954
- 4¢ أبراهام لينكولن، ماندان، إنديانا - 31 يوليو، 1958

- 4½¢ الأرميتاج، دنفر، كولورادو - 1 مايو 1959
- 25 ¢ بول ريفير، ويتون، ماريلاند - 25 فبراير، 1965